# Xã Byron, Michigan
Xã Byron (tiếng Anh: Byron Township) là một xã thuộc quận Kent, tiểu bang Michigan, Hoa Kỳ. Năm 2010, dân số của xã này là 20.317 người.